# Tellermine 35
La Tellermine 35 (T.Mi.35) était une mine antichar allemande à enveloppe métallique, largement utilisée pendant la Seconde Guerre mondiale. Le boîtier de la mine est en tôle d’acier et comporte une plaque de pression légèrement convexe sur la surface supérieure avec un puits de mise à feu central. Deux puits de mise à feu secondaires sont situés sur le côté et au fond de la mine pour les dispositifs anti-manipulation.
Pour une utilisation sur les plages et sous l’eau, la mine pouvait être déployée à l’intérieur d’un pot en terre cuite ou en béton spécialement conçu, qui servait d’enveloppe imperméable à l’eau pour la mine.
Une variante ultérieure de la mine, la T.Mi.35 (S) a été produite avec un boîtier nervuré et un couvercle de fusée. Le boîtier nervuré empêchait le sable de s’envoler du dessus de la mine lorsqu’elle était utilisée dans un environnement désertique ou sablonneux.
Une pression de 180 kg sur le centre de la mine ou de 91 kg sur son bord déformait la plaque de pression, comprimant un ressort et brisant une goupille de cisaillement qui retient le percuteur à ressort. Une fois que le percuteur est relâché, il bascule vers le bas dans un capuchon de percussion qui tire le détonateur adjacent, suivi de la charge d’appoint, puis de la charge explosive principale de TNT. La plupart étaient peintes en feldgrau (vert foncé). À partir de 1943, elles sont peintes en jaune foncé.